# Luc Varenne
Luc Varenne (nom obtingut oficialment per reial decret), nascut Alphonse Tetaert (Tournai, 8 de febrer de 1914 - Uccle, 30 d'abril de 2002 va ser un periodista esportiu belga, vinculat a la RTBF.

## Biografia
Nacut Alphonse Tetaert a Tournai, Valònia, Luc Varenne es va enrolar a la Legió Estrangera Francesa en 1938 i va combatre contra l'Afrika Korps de Rommel a Tunísia. Va obtenir el rang de sergent i, al final del seu compromís, en maig de 1941 es va incorporar a Angleterra on degut a les circumstàncies, va ser contractat per presentar el programa de Radio Belgique Les Belges vous parlent de Londres... de novembre de 1943 fins a l'alliberament.
Durant els primers 15 dies de 1945, va ser responsable com a editor del diari parlat.
Des del 15 de març de 1945 es va convertir en comentarista esportiu. Així, va començar amb reportatges de partits de futbol (el seu primer partit va ser un enfrontament entre Bèlgica i Anglaterra) i va crear el primer programa de ràdio fora dels diaris informatius: Le quart d'heure du sport. Va comentar una trentena de Tour de França i va ser un dels majors seguidors del campió ciclista belga Eddy Merckx.
Era famós pel seu estil voluble i els seus comentaris apassionats: la gent mirava l'esdeveniment esportiu a la televisió però l'escoltava a la ràdio.
Un dels seus reportatges més famosos va ser a la final de la Copa Davis de 1957. Va estar a l'aire cinc hores seguides en el partit de dobles Washer-Brichant (guanyadors) contra els italians Pietrangeli-Merlo. Aquest esdeveniment va ser el seu millor record personal del periodista esportiu.
La cerimònia funerària es va celebrar a l'església de Notre-Dame du Rosaire, a Uccle, el 4 de maig de 2002, seguida de la incineració al Crematori Intercomunal de Brussel·les a Uccle.
És el pare de dues filles, Christine nascuda el 1947 i Françoise nascuda el 1950.

## Honors
Un estadi porta el seu nom a la seva vila natal. La seva inauguració va tenir lloc en presència de Lilian Stanton, vídua del periodista. Aquest estadi va ser l'escenari al maig del 2007 de la fase final de la Copa Europea sub-17 de la UEFA. Aquest és l'estadi del Royal Football Club Tournai, club belga de la divisió 3, resultat de la fusió entre l'Union de Tournai i el Racing de Tournai.

## Distincions
- Comandant de l'orde de Leopold II
- Cavaller de l'orde de la Corona
- Medalla d'or del Mèrit Esportiu França

Fou ennoblit amb el títol de cavaller pel rei Albert II en 1998. La seva divisa és Paroles d'Honneur.

## Cinema
- 1956: Le Circuit de minuit d'Ivan Govar